# Villa baluchianus
Villa baluchianus är en tvåvingeart som först beskrevs av Enrico Adelelmo Brunetti 1920.  Villa baluchianus ingår i släktet Villa och familjen svävflugor. Inga underarter finns listade i Catalogue of Life.